# محفظة مفصلية
المحفظة المفصلية أو محفظة المفصل (بالإنجليزية: Joint capsule)‏ هي غلاف يُحيط بـالمفصل الزلالي.
كل محفظة مفصلية تتكون من جزئين: طبقة أو غشاء خارجي ليفي، وطبقة أو غشاء داخلي زليلي.

## الغشائين
تتكون كل محفظة من غشائين:
- طبقة خارجية (غشاء ليفي) مركب من نسيج ليفي أبيض عديم الأوعية.
- طبقة داخلية (غشاء زليلي) وهي طبقة إفرازية وعادة ما توصف بشكل منفصل كغشاء زليلي.

في الجزء الداخلي من المحفظة، يُغطي غضروف مفصلي نهايات أسطح العظام المتفصلة داخل هذا المفصل.
الطبقة الخارجية بها أعصاب كثيرة، وهي نفس الأعصاب التي تمرّ خلال العضلات المتاخمة المرتبطة بذات المفصل.

## علم الأمراض
- الْتِهابُ المِحْفَظَةِ اللاَّصِق (الكَتِفٌ المُتَجَمِّدَةٌ) (بالإنجليزية: Frozen shoulder أو adhesive capsulitis)‏ هو اضطراب يسبب التهاب محفظة الكتف.
- متلازمة الثَّنْيَة (بالإنجليزية: Plica syndrome)‏ هي اضطراب يسبب التهاب الثَّنْيَة الزليلية، مما يجعل الميكانيكا الحيوية غير طبيعية في الركبة.

## الغشاء الليفي
الغشاء الليفي للمحفظة المفصلية بكامل محيط النهاية المفصلية من كل العظام التي تدخل في المفصل، بالتالي يحيط تماما بالمفْصِل . وهو يتكون من نسيج ضام كثيف، وغير منتظم.

## صور إضافية

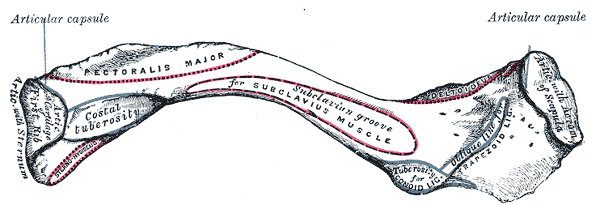
الترقوة اليسرى. السطح السفلي
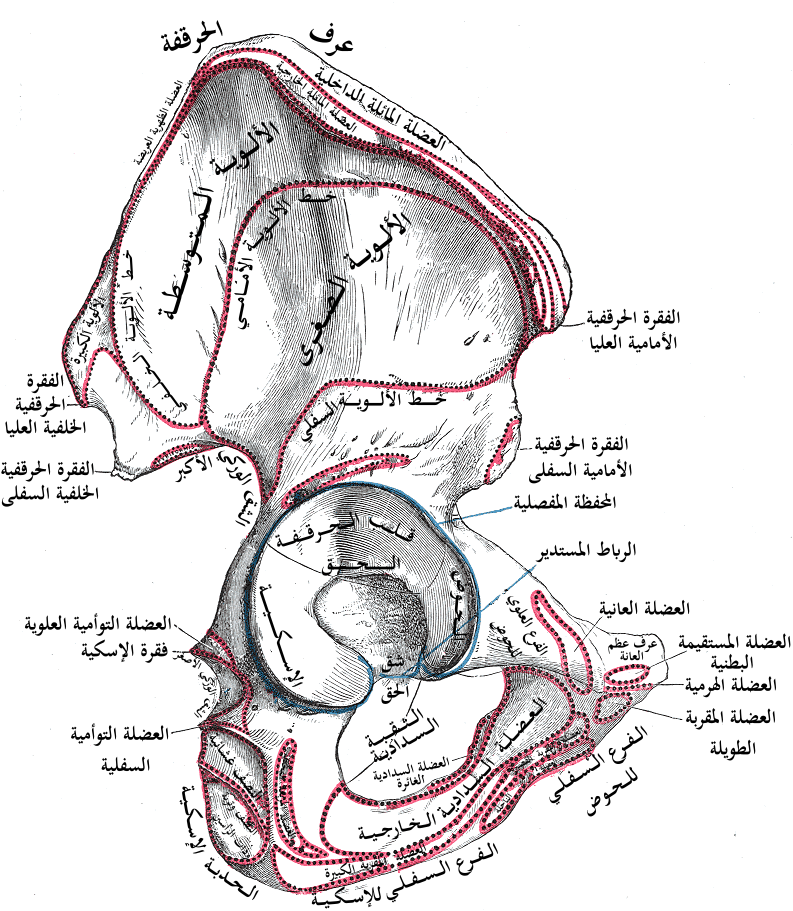
عظم الورك الأيمن. السطح الخارجي
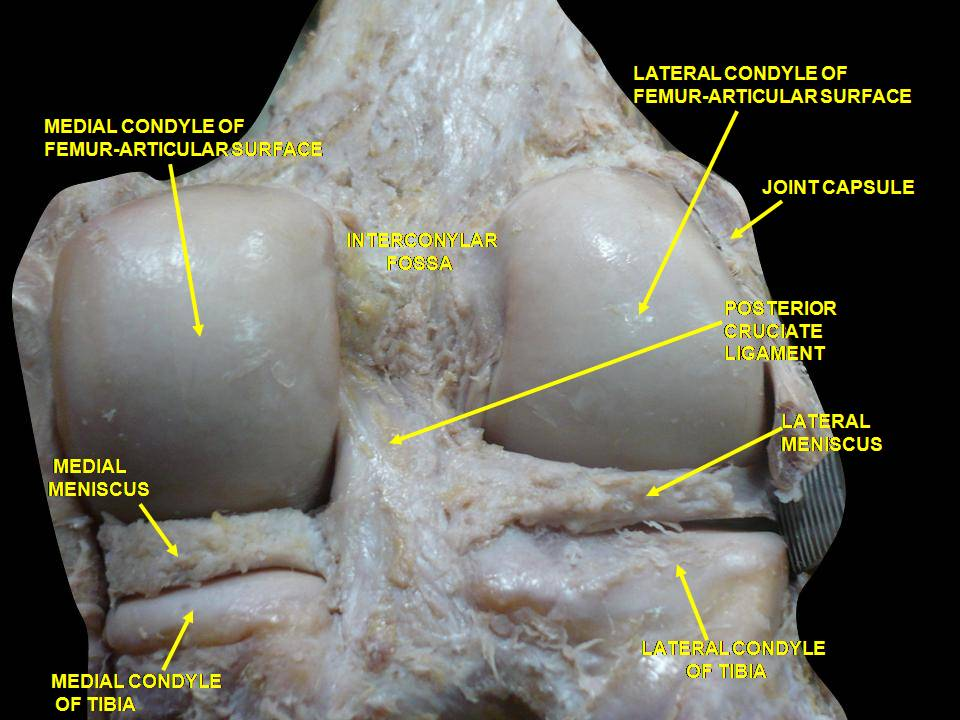
الركبة اليمنى في وضع البسط. تشريح عميق. عرض خلفي.
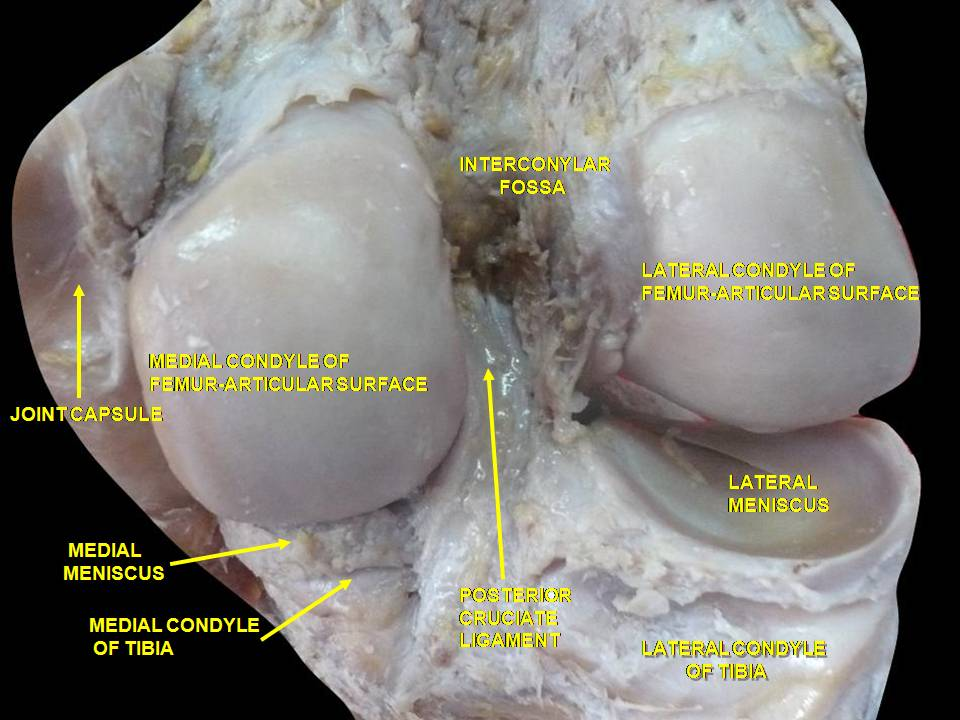
الركبة اليمنى في وضع البسط. تشريح عميق. عرض خلفي.

## وصلات خارجية
- مقطع عرضي - مختبر التلدين، جامعة فيينا الطبية. pelvis/pelvis-e12-15